# Alcyoniidae
Die Alcyoniidae sind eine Familie der Achtstrahligen Korallen (Octocorallia), die in tieferen Regionen der gemäßigt temperierten und kalten Meere der nördlichen und südlichen Erdhalbkugel vorkommt. In die Familie Alcyoniidae wurden ursprünglich auch einige Lederkorallengattungen aus den Korallenriffen des tropischen Indopazifiks gestellt. Diese leben jedoch stets in einer Endosymbiose mit einzelligen, symbiotischen Algen (Zooxanthellen), während die Gattungen der Alcyoniidae ohne Zooxanthellen sind. Die tropischen Lederkorallen wurden deshalb in eine eigenständige Familie, die Sarcophytidae gestellt. Die Schwestergruppe der Alcyoniidae ist die Familie Carijoidae.

## Merkmale
Die Arten der Familie Alcyoniidae bilden Tierkolonien, die aus vielen Einzelpolypen bestehen. Die Kolonien sind häutig, gelappt oder fingerförmig, baumartig mit einem einzigen Stiel oder dornenartig ohne Hauptstiel. Sie besitzen kein Achsenskelett. Das Coenenchym kann in eine äußere Schicht (Kortex) und eine innere Schicht (Medulla) unterteilt sein. Ist sie vorhanden, besteht die Medulla aus dicht gepackten, aber nicht verschmolzenen Skleriten, die durch einen Ring aus Kanälen vom Kortex getrennt sind. Die achtstrahligen,  Polypen sind monomorph und können in der Regel vollständig in das Coenenchym zurückgezogen werden. In seltenen Fällen können sie sich nicht einziehen. Die Polypen sind meist gleichmäßig über die gesamte Kolonie verteilt, manchmal stehen sie an den Zweigspitzen dichter oder sind in Bündeln angeordnet. Die Sklerite der Polypen sind stäbchen-, keulen- oder spindelförmig. Im Coenenchym sind die Sklerite in den meisten Fällen in zwei Schichten angeordnet, die äußere Schicht besteht aus strahlen-, keulen-, spindel- oder stabförmigen Sklerite, die innere Schicht besteht aus längeren spindel- oder stabförmigen Skleriten, die dicht gepackt sein können, um das Innere zu schützen. Alle Arten der Familie Alcyoniidae sind ohne Zooxanthellen, sind also auf planktonische Nahrung angewiesen.

## Gattungen
Zur Familie Alcyoniidae gehören acht Gattungen:
- Alcyonium Linnaeus, 1758
- Anthothela Verrill, 1879
- Bellonella Gray, 1862
- Eleutherobia Puetter, 1900
- Gersemia von Marenzeller, 1878
- Hedera Conti-Jerpe & Freshwater, 2017
- Kotatea Kessel, Alderslade, Bilewitch, Schnabel, Norman, Tekaharoa Potts & Gardner, 2022[2]
- Lateothela Moore, Alderslade & Miller, 2017

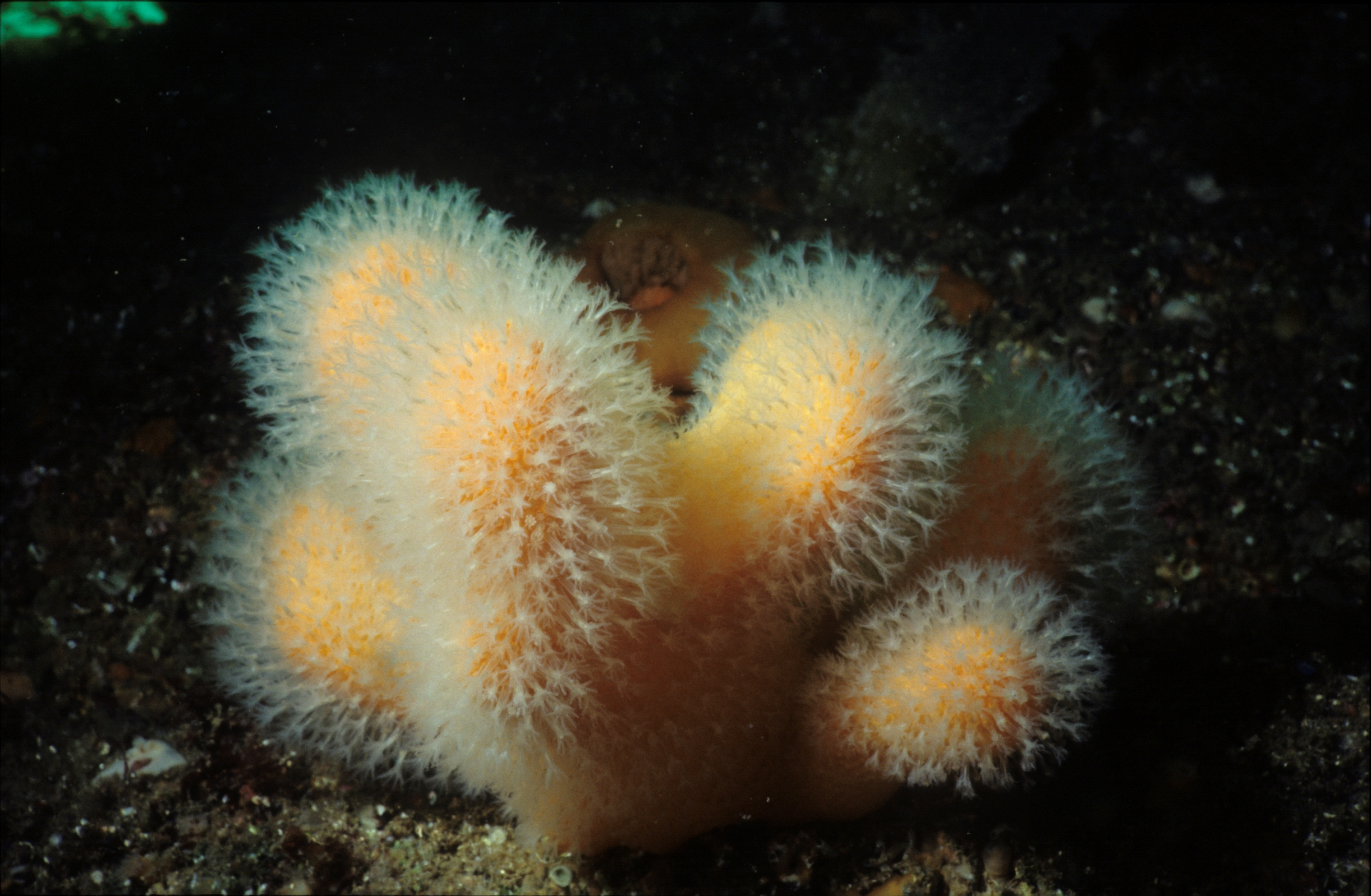
Alcyonium digitatum
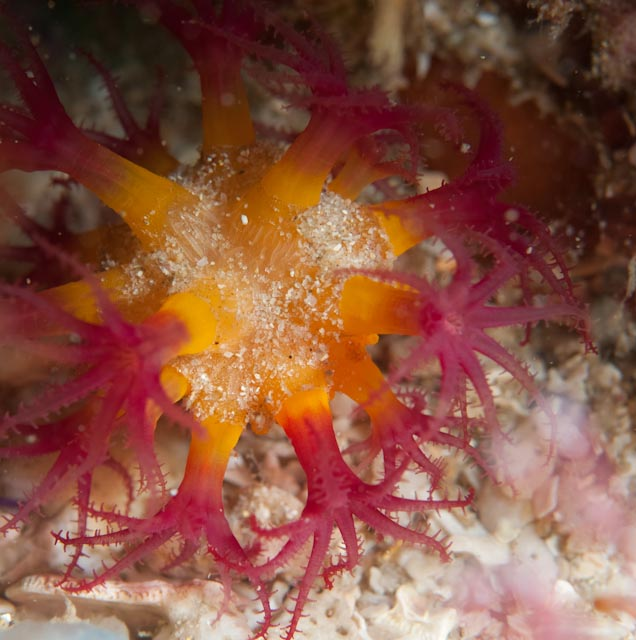
Eleutherobia variabile
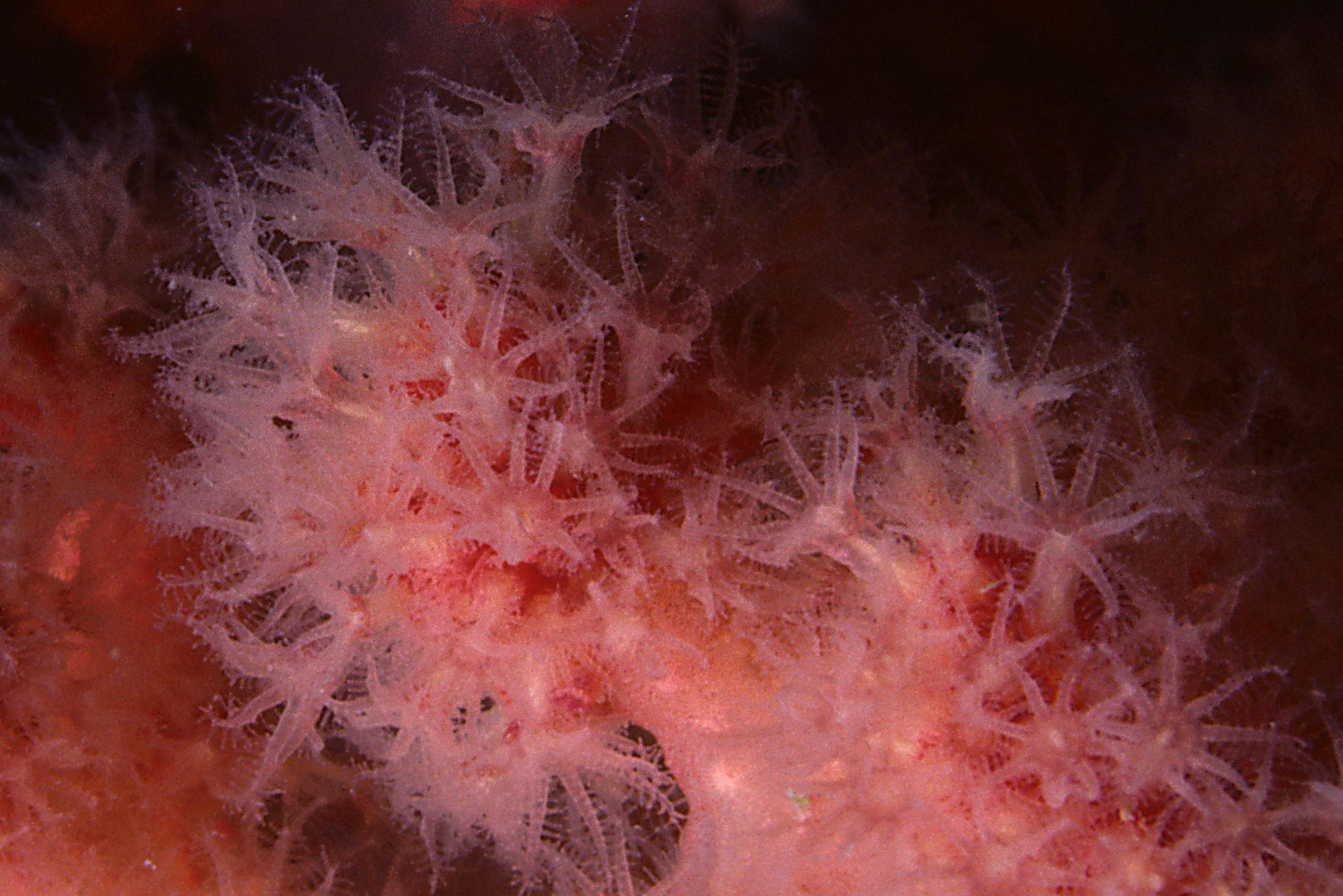
Gersemia rubiformis
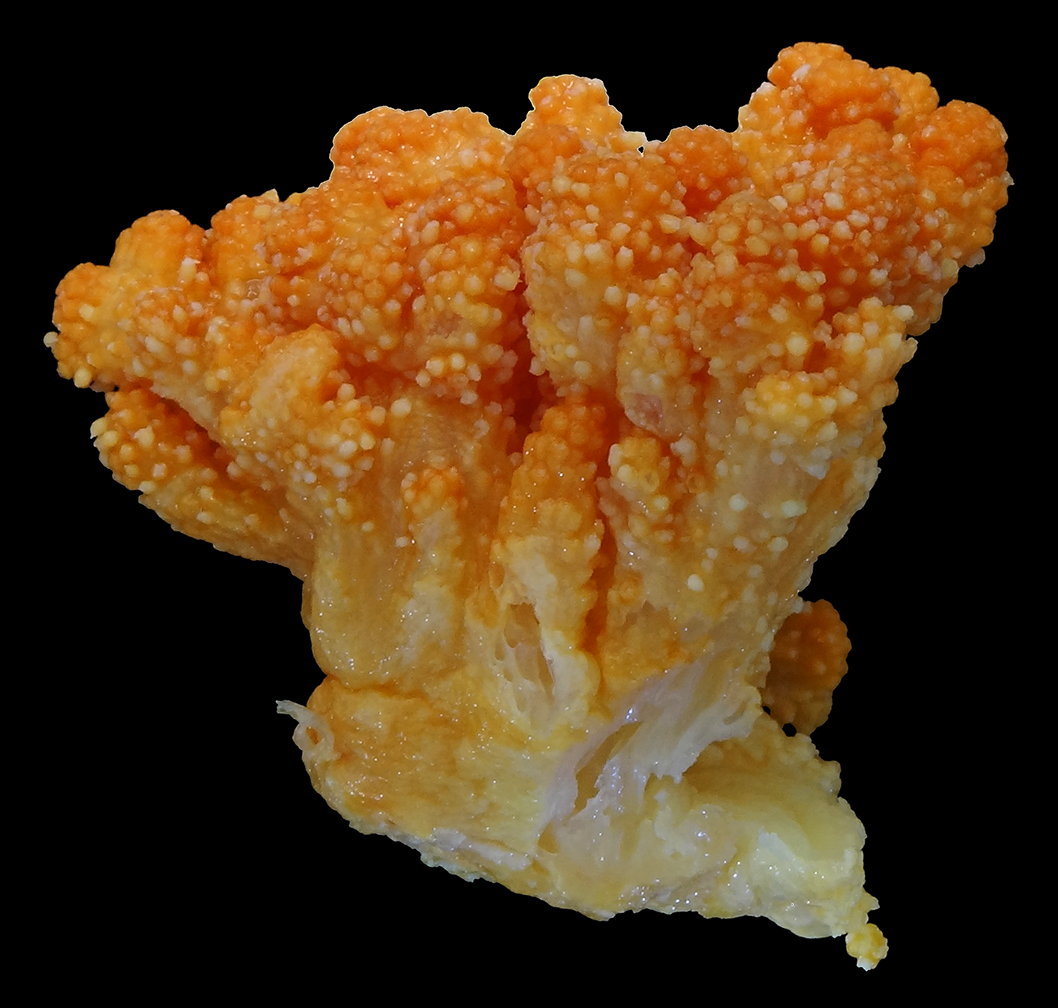
Kotatea raekura